# Breitenau
För andra betydelser, se Breitenau (olika betydelser).
Breitenau är en ort som tillhör kommunen Guxhagen, belägen i det tyska förbundslandet Hessen.
Mellan 1933 och 1934 fanns i Breitenau ett nazistiskt koncentrationsläger. Från 1940 till 1945 fungerade det som ett arbets- och uppfostringsläger (tyska Arbeitserziehungslager).